# 朴漢相 (1922年生)
朴 漢相（パク・ハンサン、朝鮮語: 박한상、1922年4月25日 - 2001年9月26日）は大韓民国の法曹、弁護士、政治家。第6・7・8・9・10・12代韓国国会議員。
本貫は密陽朴氏。号は紫雲（チャウン、자운）。仏教徒。

## 生涯
1922年4月25日、日本統治時代の朝鮮で咸鏡南道の安辺郡またはソウルに生まれた。ソウル大学校文理科大学卒業。法務部検察課長、中央高等軍法会議検察官、法律評論社編集局長、法政社主幹、交通部嘱託弁護士、人権相談所長、韓国人権擁護協会会長を経て、民政党党務委員・ソウル市党副委員長・中央常務委員・院内副総務・宣伝局長・報道官、民衆党ソウル第14地区党委員長・法制内務委員長・党務委員、新民党政策委員会法司内務分科委員長・人権擁護委員長・最高委員・事務総長・政務委員と第6・7・8・9・10・12代国会議員、国会法司委員会委員・韓日批准特委幹事・記者テロ事件特委幹事、IPU理事・APU総会韓国代表、世界人権宣言20周年記念国際人権擁護大会韓国代表、現代政治外交研究所代表、新韓民主党政務委員、民主化推進協議会副議長を務めた。
2001年9月16日、老衰により79歳で死去した。

## エピソード
1964年9月12日に韓国人権擁護協会会長として、人民革命党事件で拘束・起訴された都礼鍾などの26名の被告人のうち、大部分が中央情報部によるひどい拷問を受けたと暴露し波紋を呼んだ。
1969年8月29日夜から30日早朝までには国会の常任委員会で約10時間の演説をして、記録となった。